# James Ritchie (naturaliste)
James Ritchie (27 mai 1882 - 19 octobre 1958) est un naturaliste et archéologue écossais, qui est professeur d'histoire naturelle à l'Université d'Édimbourg de 1936 à 1952 et président de la Royal Society of Edinburgh de 1952 à 1958 .

## Biographie
Il est né le 27 mai 1882 à Port Elphinstone dans l'Aberdeenshire, fils de James Ritchie, le maître d'école local. Il fait ses études au Gordon's College d'Aberdeen, puis étudie les sciences à l'Université d'Aberdeen.
En 1916, il est élu membre de la Royal Society of Edinburgh avec comme proposants Sir Thomas Carlaw Martin, James Cossar Ewart, James Hartley Ashworth et Cargill Gilston Knott. Il remporte le prix Keith de la Société pour la période 1941-1943. Il est secrétaire de 1928 à 1931; vice-président de 1931 à 1934, de 1940 à 1943 et de 1951 à 1954; et président de 1954 à 1958 .
De 1921 à 1930, il est conservateur d'histoire naturelle au Musée national d'Écosse de Chambers Street à Édimbourg. En 1930, il quitte Édimbourg pour occuper un poste de professeur Regius d'histoire naturelle à l'Université d'Aberdeen mais retourne à Édimbourg en 1936 pour occuper un poste de professeur à l'Université d'Édimbourg.
Il prend sa retraite en 1952 et décède le 19 octobre 1958. Il laisse sa collection de 266 hydroïdes au Royal Scottish Museum .
Il est marié à Jessie Jane Elliot (décédée en 1933) et sont les parents du physiologiste Anthony Elliot Ritchie.

## Ouvrages
- L'influence de l'homme sur la vie animale en Ecosse
- Une étude de l'évolution de la faune